# Tony Awards 1991
Die Verleihung der 45. Tony Awards 1991 (45th Annual Tony Awards) fand am 2. Juni 1991 im Minskoff Theatre in New York City statt. Moderatoren der Veranstaltung waren Julie Andrews und Jeremy Irons, als Laudatoren fungierten Carol Channing, Joan Collins, Tyne Daly, Whoopi Goldberg, Joel Grey, Steve Guttenberg, Audrey Hepburn, Raul Julia, Jackie Mason, Shirley MacLaine, James Naughton, Penn & Teller, Anthony Quinn, Lily Tomlin und Denzel Washington. Ausgezeichnet wurden Theaterstücke und Musicals der Saison 1990/91, die am Broadway ihre Erstaufführung hatten. Die Preisverleihung wurde von Columbia Broadcasting System im Fernsehen übertragen.

## Hintergrund
Die Antoinette Perry Awards for Excellence in Theatre, oder besser bekannt als Tony Awards, werden seit 1947 jährlich in zahlreichen Kategorien für herausragende Leistungen bei Broadway-Produktionen und -Aufführungen der letzten Theatersaison vergeben. Zusätzlich werden verschiedene Sonderpreise, z. B. der Regional Theatre Tony Award, verliehen. Benannt ist die Auszeichnung nach Antoinette Perry. Sie war 1940 Mitbegründerin des wiederbelebten und überarbeiteten American Theatre Wing (ATW). Die Preise wurden nach ihrem Tod im Jahr 1946 vom ATW zu ihrem Gedenken gestiftet und werden bei einer jährlichen Zeremonie in New York City überreicht.

## Gewinner und Nominierte

### Theaterstücke
| Kategorie                            | Preisträger     | Theaterstück                        | Nominierungen |
| Bestes Theaterstück                  | Neil Simon      | Lost in Yonkers                     | - Our Country’s Good – Timberlake Wertenbaker - Shadowlands – William Nicholson - Six Degrees of Separation – John Guare                                                                     |
| Bester Hauptdarsteller Theaterstück  | Nigel Hawthorne | Shadowlands als C.S. Lewis          | - Peter Frechette in Our Country’s Good als 2nd Lieut. Ralph Clark - Tom McGowan in La Bête als Valere - Courtney B. Vance in Six Degrees of Separation als Paul                             |
| Beste Hauptdarstellerin Theaterstück | Mercedes Ruehl  | Lost in Yonkers als Bella Kurnitz   | - Stockard Channing in Six Degrees of Separation als Ouisa Kittredge - Julie Harris in Lucifer’s Child als Karen Blixen - Cherry Jones in Our Country’s Good als Liz Morden/Reverend Johnson |
| Bester Nebendarsteller Theaterstück  | Kevin Spacey    | Lost in Yonkers als "Uncle" Louie   | - Adam Arkin in I Hate Hamlet als Gary Peter Lefkowitz - Dylan Baker in La Bête als Prince County - Stephen Lang in The Speed of Darkness als Lou                                            |
| Beste Nebendarstellerin Theaterstück | Irene Worth     | Lost in Yonkers als Grandma Kurnitz | - Amelia Campbell in Our Country’s Good als Various Characters - Kathryn Erbe in The Speed of Darkness als Mary - J. Smith-Cameron in Our Country’s Good als 2nd Lieut. William Faddy        |
| Beste Theaterregie                   | Jerry Zaks      | Six Degrees of Separation           | - Richard Jones – La Bête - Mark Lamos – Our Country’s Good - Gene Saks – Lost in Yonkers |

### Musicals
| Kategorie                       | Preisträger                                                                            | Musical                           | Nominierungen |
| Bestes Musical                  | Peter Stone (Buch), Betty Comden und Adolph Green (Liedtexte) sowie Cy Coleman (Musik) | The Will Rogers Follies           | - Miss Saigon - Once on This Island - The Secret Garden |
| Bester Hauptdarsteller Musical  | Jonathan Pryce                                                                         | Miss Saigon als The Engineer      | - Keith Carradine in The Will Rogers Follies als Will Rogers - Paul Hipp in Buddy als Buddy Holly - Topol in Fiddler on the Roof als Tevye |
| Beste Hauptdarstellerin Musical | Lea Salonga                                                                            | Miss Saigon als Kim               | - June Angela in Shōgun: The Musical als Lady Mariko - Dee Hoty in The Will Rogers Follies als Betty Blake - Cathy Rigby in Peter Pan als Peter Pan |
| Bester Nebendarsteller Musical  | Hinton Battle                                                                          | Miss Saigon als John              | - Bruce Adler in Those Were the Days als Various Characters - Gregg Burge in Oh, Kay! als Billy Lyes - Willy Falk in Miss Saigon als Chris |
| Beste Nebendarstellerin Musical | Daisy Eagan                                                                            | The Secret Garden als Mary Lennox | - Alison Fraser in The Secret Garden als Martha Sowerby - Cady Huffman in The Will Rogers Follies als Ziegfeld’s Favorite - LaChanze in Once on This Island als Ti Moune                                                                                    |
| Bestes Musicallibretto          | Marsha Norman                                                                          | The Secret Garden                 | - Alain Boublil und Claude-Michel Schönberg – Miss Saigon - Lynn Ahrens – Once on This Island - Peter Stone – The Will Rogers Follies |
| Beste Originalmusik             | Cy Coleman (Musik) sowie Betty Comden und Adolph Green (Liedtexte)                     | The Will Rogers Follies           | - Miss Saigon – Claude-Michel Schönberg (Musik) sowie Richard Maltby, Jr. und Alain Boublil (Liedtexte) - Once on This Island – Stephen Flaherty (Musik) und Lynn Ahrens (Liedtexte) - The Secret Garden – Lucy Simon (Musik) und Marsha Norman (Liedtexte) |
| Beste Musicalregie              | Tommy Tune                                                                             | The Will Rogers Follies           | - Graciela Daniele – Once on This Island - Nicholas Hytner – Miss Saigon - Eleanor Reissa – Those Were the Days |

### Theaterstücke oder Musicals
| Kategorie            | Preisträger                                                             | Theaterstück bzw. Musical | Nominierungen |
| Bestes Bühnenbild    | Heidi Landesman                                                         | The Secret Garden         | - Richard Hudson – La Bête - John Napier – Miss Saigon - Tony Walton – The Will Rogers Follies                          |
| Beste Choreographie  | Tommy Tune                                                              | The Will Rogers Follies   | - Bob Avian – Miss Saigon - Graciela Daniele – Once on This Island - Dan Siretta – Oh, Kay!                             |
| Beste Kostüme        | Willa Kim                                                               | The Will Rogers Follies   | - Theoni V. Aldredge – The Secret Garden - Judy Dearing – Once on This Island - Patricia Zipprodt – Shōgun: The Musical |
| Bestes Lichtdesign   | Jules Fisher                                                            | The Will Rogers Follies   | - David Hersey – Miss Saigon - Allen Lee Hughes – Once on This Island - Jennifer Tipton – La Bête                       |
| Beste Wiederaufnahme | Jerry Bock (Musik), Sheldon Harnick (Liedtexte) und Joseph Stein (Buch) | Fiddler on the Roof       | - The Miser - Peter Pan                                                                                                 |

### Sonderpreise (ohne Wettbewerb)
| Kategorie                             | Preisträger                                    | Grund der Preisverleihung |
| Regional Theatre Award                | Yale Repertory Theater, New Haven, Connecticut |                           |
| Tony Honors for Excellence in Theatre | George Moore (posthum)                         |                           |

## Statistik

### Mehrfache Nominierungen
- 11 Nominierungen: Miss Saigon und The Will Rogers Follies
- 8 Nominierungen: Once on This Island
- 7 Nominierungen: The Secret Garden
- 6 Nominierungen: Our Country’s Good
- 5 Nominierungen: La Bête und Lost in Yonkers
- 4 Nominierungen: Six Degrees of Separation
- 2 Nominierungen: Fiddler on the Roof, Oh, Kay!, Peter Pan, Shadowlands, Shōgun: The Musical, The Speed of Darkness und Those Were the Days

### Mehrfache Gewinne
- 6 Gewinne: The Will Rogers Follies
- 4 Gewinne: Lost in Yonkers
- 3 Gewinne: Miss Saigon und The Secret Garden